# 33-й Центр боевого применения и переучивания лётного состава
33-й Краснознамённый центр боевого применения и переучивания лётного состава авиации Военно-морского флота СССР имени Е. Н. Преображенского (33-й ЦБП и ПЛС АВМФ) — бывшее военное учреждение Авиации ВМФ СССР в городе Николаеве Украинской ССР. Центр предназначался для подготовки и переподготовки лётного и инженерно-технического состава Морской авиации, а также для выполнения научно-исследовательских и экспериментально-практических работ по боевому применению и эксплуатации стоящей на вооружении и перспективной авиатехники и вооружения.
Дислокация центра — город Николаев. Центру в разное время были подчинены:
- 540-й инструкторский морской ракетоносный авиационный полк в/ч 27100, 316-я отдельная противолодочная авиационная эскадрилья на аэродроме Кульбакино (Николаев)
- 299-й инструкторско-исследовательский корабельный штурмовой авиаполк, 100-й корабельный инструкторско-исследовательский истребительный авиационный полк, 23-й испытательный полигон, аэродром Саки (Новофёдоровка)
- 555-й противолодочный смешанный авиационный полк, аэродром Очаков

Авиатехника центра в разное время: Ил-28, Ту-16, Ту-22М, Ми-4, Ка-15, Ка-25, Ка-27, Ка-29, Бе-12, Як-38, МиГ-21, L-39, Ту-142, Миг-29, Су-27.
Также на аэродроме Кульбакино базировалась 278-я ОТАЭ в/ч 45777 на Ан-2, Ан-24, Ан-26, Ил-62(М), Ту-154, Ту-134 и 328-й авиаремонтный завод авиации ВМФ в/ч 69223.

## История
33-й ЦБП и ПЛС Ав. ВМФ СССР был создан 10 июня 1959 года на базе расформированного Николаевского Военно-Морского минно-торпедного авиационного училища им. С. А. Леваневского (ранее — Николаевское авиационное училище СевМорПути).

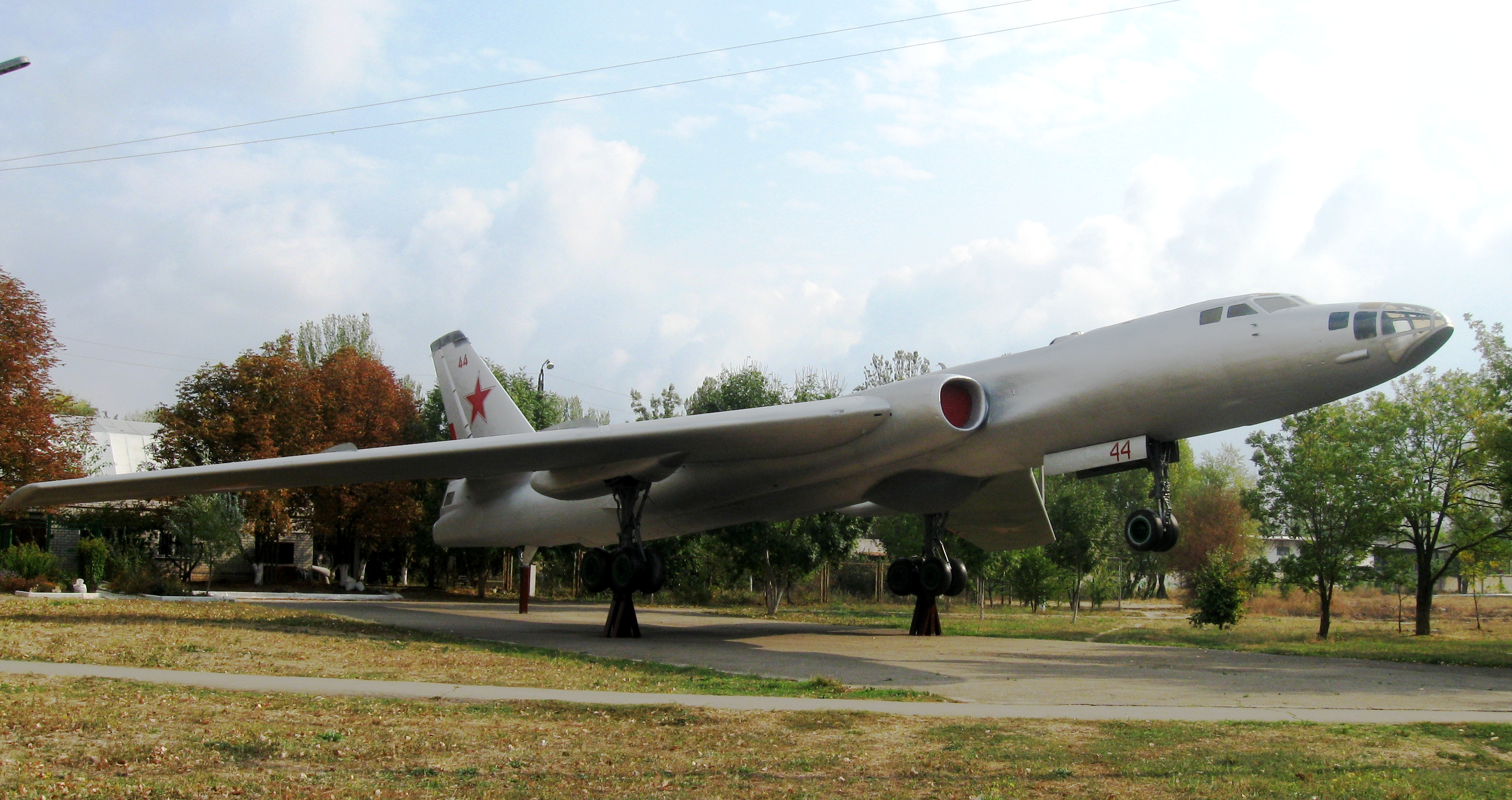
Памятник Ту-16 возле аэродрома Кульбакино

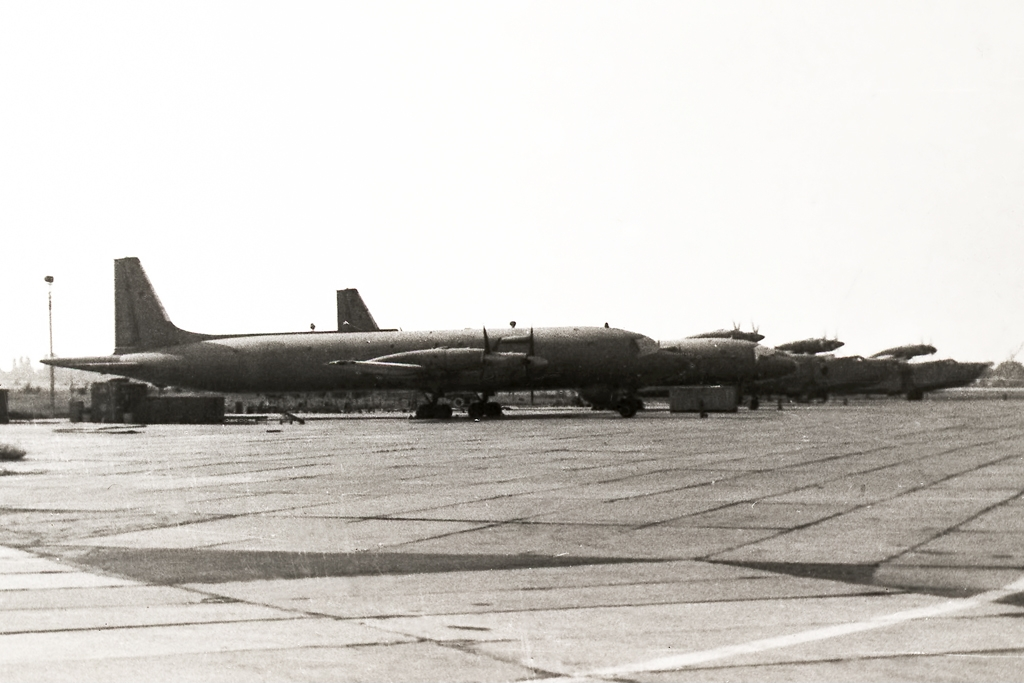
Стоянка техники противолодочной эскадрильи, 1991 год

От училища, в сокращённом виде, в учебном центре оставили учебно-лётный отдел, четыре научно-исследовательских отдела, а также два авиационных полка: 540-й минно-торпедный на самолётах Ил-28 и Ту-16 с базированием на аэродроме Кульбакино (Николаев), и 555-й противолодочный смешанный авиационный полк на вертолётах Ми-4 различных модификаций, Ка-15 и самолётов Бе-12, с базированием на аэродроме Очаков.
Задачей центра, в первую очередь, была доподготовка лётного состава, приходящего из сухопутных авиационных училищ (а других в стране уже не было), к ведению боевых действий над морем, а также переучивание на новые типы авиационной техники.
В 1960 году в центре были сформированы Курсы усовершенствования лётного состава.
В 1961 году выполнен первый практический пуск крылатой ракеты К-10С на Каспийском морском полигоне.
Постановлением СМ СССР от 9.6.1965 № 449—169 33-у УЦ АВМФ присвоено имя Героя Советского Союза генерал-полковника авиации Е. Н. Преображенского.
В 1967 году 33-й учебный центр авиации ВМФ переименован в 33-й центр боевого применения и переучивания лётного состава авиации ВМФ им. Е. Н. Преображенского.
22.2.1968 Центр награждён орденом Красного Знамени.
21 августа 1969 года на аэродроме Кульбакино сформирована эскадрилья тяжёлых самолётов Ту-95, Ту-142, Ил-38, в составе 555-го полка.
С 1970 года в центре проходит переучивание л/с строевых частей на самолёты Ту-142.
В 1971 году Курсы усовершенствования лётного состава переименованы в Центральные офицерские курсы АВМФ (ЦОК).
В 1974 году началось изучение самолёта Ту-22М, и 8 мая в 540-м МРАП ИИ состоялась первая лётная смена.
Для подготовки палубной авиации 17.9.1976 г. в составе Центра сформирован 299-й инструкторско-исследовательский корабельный авиационный полк в/ч 10535 на самолётах Як-38 и МиГ-21, с базированием на аэродроме Саки, а в составе 555-го инструкторско-исследовательского полка сформирована учебная эскадрилья на самолётах L-39. Началось строительство тренажёрного комплекса палубной авиации на аэродроме Саки.
В 1982 году введён в эксплуатацию тренажёрный комплекс палубной авиации 23-го испытательного полигона и началась подготовка экипажей СВВП Як-38, выполнен первый взлёт с трамплина на самолёте МиГ-29.
В 1986 году в составе центра формируется 100-й корабельный инструкторско-исследовательский истребительный авиационный полк на самолётах Су-27 и Миг-29.
В 1987 году в составе центра создаётся 39-е управление корабельной авиации, на которое замыкаются 100-й КИАП, 299-й КШАП и 23-й испытательный полигон (НИУТКА) с частями обеспечения (аэродром Саки). В следующем, 1988 году 39-е управление КА развёрнуто в 1063-й центр боевой подготовки корабельной авиации (1063-й ЦБПКА). В него вошли 100-й, 299-й авиационные полки и 23-й полигон.
По состоянию на 1992 год на аэродроме Николаев (Кульбакино) дислоцировались: 33-й центр боевой подготовки и переучивания летного состава авиации ВМФ, 540-й морской ракетоносный инструкторско-исследовательский авиационный полк (18 Ту-22М2, 1 Ту-134УБК и 21 Ту-16), и 316-я отдельная противолодочная авиационная эскадрилья (3 Бе-12 и 4 Ту-142МЗ). В этом же году, в результате распада СССР, 33-й ЦБП и ПЛС перешёл под юрисдикцию Украины. Воинские части центра составили основу нынешней авиации ВМС Украины.
На территории России, взамен утраченного 33-го ЦБП и ПЛС, согласно Директиве Командующего авиацией ВМФ от 1.9.1994, был сформирован 444-й Центр боевого применения и переучивания летного состава ВВС ВМФ в городе Остров Псковской области.
По состоянию на 2014 год на аэродроме Кульбакино базируется 299-я бригада тактической авиации ВВС Украины (в/ч А-4465) на Су-25 и L-39.
После крымского кризиса на аэродром Кульбакино с аэродрома Бельбек передислоцирована 204-я Севастопольская бригада тактической авиации им. трижды Героя Советского Союза А. Покрышкина в/ч А-4515.

## Деятельность Центра

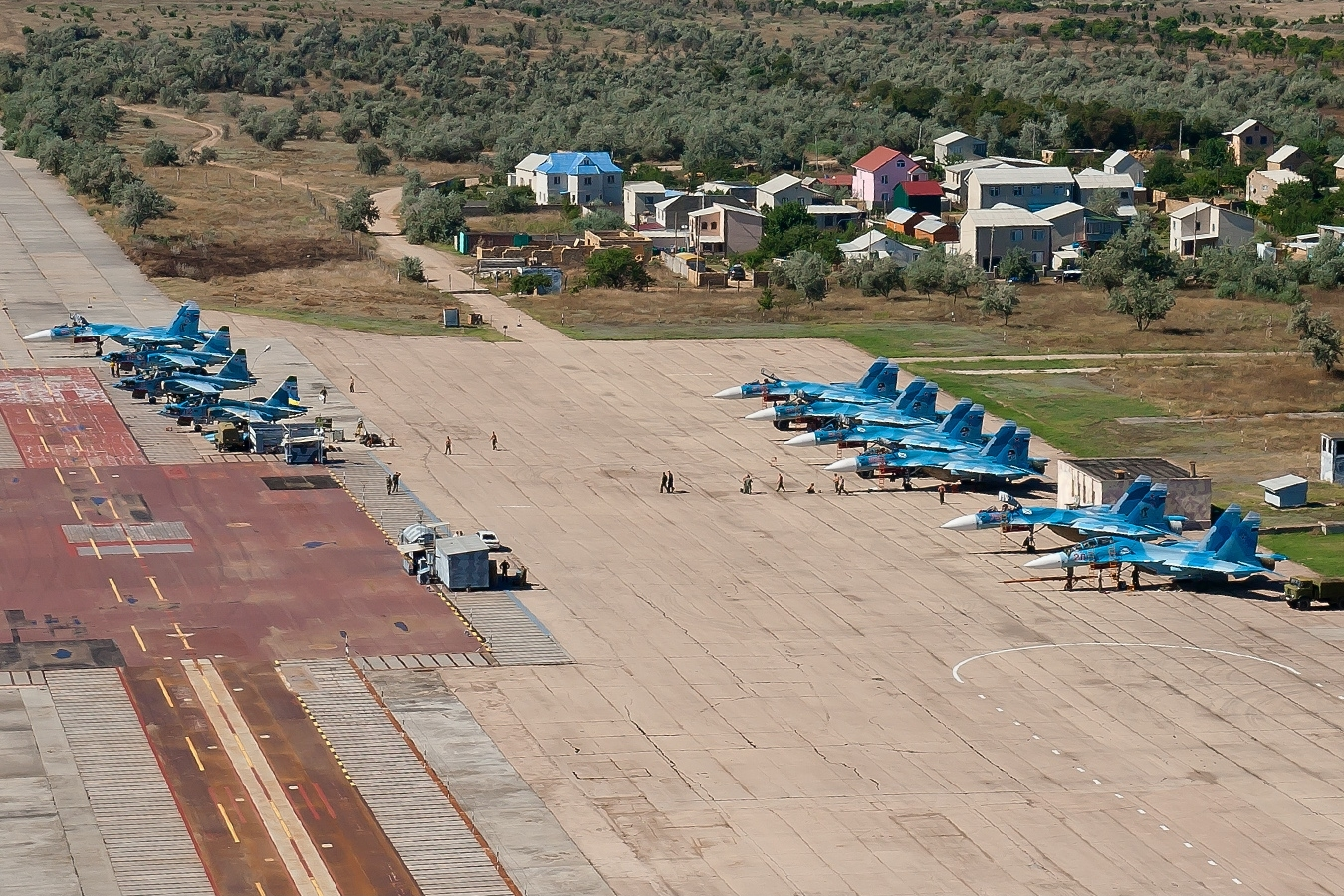
Аэродром Саки, 2010 год.

С 1961 года отработка и опытная эксплуатация ракетного комплекса К-10.
С 1974 года на базе 33-го ЦБП проводилась опытная эксплуатация партии самолётов Ту-22М1.
В 1978 году на базе 279-го ОКШАП полка проводилась подготовка летного и инженерно-технического состава 311-го ОКШАП ВВС ТОФ к переходу на ТАКР «Минск», а в 1983 году на ТАКР «Новороссийск» с Чёрного моря на Тихий океан.
В 1980 году авиационная группа 279-го полка в течение двух месяцев выполняла вылеты на самолётах Як-38 с аэродрома Шинданд в Афганистане, в рамках операции «Ромб» — испытание новой авиационной техники в условиях высокогорья. Для этих целей была сформирована опытная авиационная эскадрилья (2 Су-25, 4 Як-38).
В 1982-83 годах в 279-м полку проходили испытания самолёта Як-38М.
В сентябре 1984 года начались испытательные полёты с трамплина самолётов Су-27 и Миг-29.
Всего за время существования центра в нём прошли обучение 30000 человек лётного и инженерно-технического состава, переучено 2500 командиров кораблей

## Научно-исследовательская работа
В 33-м ЦБП имелись следующие научно-исследовательские отделы:
- отдел боевого применения родов авиации ВМФ состоял из:
  - отдела боевого применения ракетоносной авиации
  - отдела боевого применения противолодочной авиации
  - отдела боевого применения разведывательной авиации
  - отдела боевого применения корабельной и штурмовой авиации
- отдел моделирования боевых действий авиации ВМФ
- отдел радиотехнических средств обеспечения полётов
- отдел радиоэлектронной борьбы
- отдел эксплуатации авиационной техники
- лётно-методический отдел
- учебно-лётный отдел
- отдел авиационной медицины
- отдел совершенствования оргштатной структуры
- отдел безопасности полётов

## Авиационные происшествия
100-й корабельный истребительный авиационный полк.
- 21.6.1988 при выполнении разведки погоды и облёте РТО в районе г. Очаков произошла катастрофа самолёта L-39, пилотируемого старшим инструктором-лётчиком ЛМО 39-го Управления ИУТК подполковником А. И. Дегтярёвым и лётчиком-инструктором 100-го КИАП майором В. М. Коротковым. На взлёте из-за отказа двигателя самолёт упал в воду, экипаж погиб.
- 22.9.1988 при выполнении маршрутного полёта с выполнением бомбометания на полигоне, из-за ошибки лётчика в технике пилотирования произошла катастрофа самолёта МиГ-29К, пилотируемого майором С. А. Юзвишиным.
- 24.8.1989 произошло столкновение в воздухе двух самолётов L-39, пилотируемыми майором Васильевым А. М. и лейтенантом Мироновым В. Н. Экипаж лейтенанта Миронова погиб.
- 1.8.1990 при выполнении полёта в зону на сложный пилотаж, из-за ошибки лётчика в технике пилотирования самолёт МиГ-29УБ, пилотируемый заместителем командира полка подполковником А. Г. Омелаенко и инструктором полковником А. Квочуром, самолёт вышел на закритические углы атаки. Экипаж катапультировался, невредим, самолёт потерян.

299-й корабельный штурмовой авиационный полк.
- 15.4.1977 днём, в ПМУ, по неустановленной причине (предположительно из-за разрушения остекления фонаря кабины) произошла катастрофа самолёта МиГ-21У, пилотируемого командиром полка Ф. Г. Матковским и майором А. А. Зарицким. Самолёт упал в озеро Кизим-Яр в 2,5 км от г. Саки, экипаж погиб.
- 7.6.1977 из-за отказа системы реактивного управления произошла авария самолёта Як-38, пилотируемого капитаном Н. Н. Новичковым. Самолёт столкнулся с землёй и разрушился. Лётчик успешно катапультировался.
- 26.10.1978 при производстве полётов с ТАКР «Минск», из-за ошибки лётчика в эксплуатации авиационной техники, приведшей к полной выработке топлива и остановке подъёмных двигателей, самолёт Як-38, пилотируемый майором И. А. Бескровным упал в море. При срабатывании системы катапультирования лётчик получил травмы и скончался через трое суток.
- 21.5.1980 днём, в ПМУ, при полёте на предельно малой высоте, из-за нарушения лётчиками правил полётов произошла катастрофа самолёта МиГ-21У, пилотируемого майором В. И. Кулешовым и лётчиком-испытателем В. В. Стрельниковым. Самолёт столкнулся с водной поверхностью и затонул, экипаж погиб.
- 16.4.1986 в результате попадания в спутную струю, самолёт Як-38У, пилотируемый майором Г. Ф. Атласовым с инструктором — командиром полка полковником Г. Г. Бакулиным, сорвался в штопор. Попытки вывести из него самолёт к успеху не привели. Лётчики благополучно катапультировались. Самолёт столкнулся с землёй и разрушился
- 7.1.1987 днём, в ПМУ, при выполнении полёта на простой пилотаж в зашторенной кабине, произошла катастрофа самолёта МиГ-21УМ, пилотируемого майором В. Г. Хоменко и майором И. Х. Мавляевым. Самолёт упал в воду, экипаж погиб. Истинная причина катастрофы не установлена.
- 4.7.1988 из-за самовыключения подъёмных двигателей на взлёте с аэр. Саки, произошла авария самолёта Як-38, пилотируемого майором В. А. Василющенко. Лётчик катапультировался и получил ожоги при приземлении на место горящего самолёта.
- 2.2.1989 при выполнении посадки по вертикали, из-за нарушения балансировки самолёта произошла авария Як-38, пилотируемого майором С. И. Сычёвым. Система автоматического катапультирования сработала штатно, лётчик остался невредим.
- 22.6.1989 при взлёте с аэродрома Кульбакино, после выключения форсажа, из-за падения оборотов двигателя произошла авария МиГ-21, пилотируемого капитаном С. И. Мокроусовым. Лётчик катапультировался, самолёт упал и разрушился.
- 25.6.1991 при взлёте с аэродрома Саки, из-за самопроизвольного открытия и частичного разрушения фонаря кабины, осколки которого попали в воздухозаборник, произошла катастрофа Як-38, пилотируемого майором И. Д. Лукашук. Лётчик произвёл попытку катапультироваться, но перекошенный фонарь не позволил это сделать на безопасной высоте. Катапультирование произошло при ударе самолёта о землю. Лётчик погиб. Данный случай послужил поводом к полному прекращению эксплуатации всех СВВП типа Як-38.
- 30.11.1990 ночью, при выполнении полёта в СМУ, из-за ошибки лётчика при работе с оборудованием кабины произошла авария Су-25УТГ, пилотируемого подполковником С. В. Причиненко. Пилот вместо шасси выпустил тормозной гак и совершил посадку на ВПП. Самолёт получил повреждения, лётчик невредим.

540-й морской ракетоносный авиационный полк (ИИ) 33-го ЦБП и ПЛС.
- 31.1.1961 при заходе на посадку, из-за возникшего пожара произошла катастрофа Ту-16, пилотируемого командиром эскадрильи подполковником О. В. Горновым. Правый лётчик ст. лейтенант Гудым катапультировался. Остальные члены экипажа (командир корабля подполковник Горнов О. В., штурман корабля — штурман эскадрильи майор Скородумов, 2-й штурман капитан Лобанов, воздушный стрелок-радист — начальник связи эскадрильи капитан Цуранов, командир огневых установок — начальник воздушно-огневой службы эскадрильи капитан Новиков) погибли.
- 12.4.1989 произошла катастрофа самолёта Ту-22М2, пилотируемого заместителем начальника 33-го ЦБП и ПЛС по политической части полковником А. И. Багаевым. Полёт на допуск п-ка Багаева. На взлёте, в результате разрушения поворотного узла отвалилась поворотная часть крыла, самолёт перевернулся и упал. Штурман экипажа успел катапультироваться и остался невредим, остальной экипаж — командир корабля полковник А. И. Багаев, лётчик-инструктор майор А. П. Полтавцев, штурман-оператор майор А. Н. Полинер — погибли. Катастрофа послужила поводом к запрету эксплуатации всего парка Ту-22М2.

555-й противолодочный вертолётный полк.
- 12.9.1988 произошла катастрофа вертолёта Ка-27, командир экипажа капитан Горяев А. Г. Причина АП — самовыключение правого двигателя на висении.

## Начальники Центра
- полковник Пикаев Владимир Семёнович (июль — декабрь 1959)
- генерал-лейтенант авиации Карпенко Иван Трофимович (декабрь 1959 — сентябрь 1970)
- генерал-лейтенант авиации Стрельников Василий Поликарпович (ноябрь 1970 — декабрь 1980)
- генерал-лейтенант авиации Портянченко Иван Афанасьевич (1980—1987)
- генерал-лейтенант авиации Гудков Юрий Семёнович (1987—1992)